# Broncos de Caracas
Broncos de Caracas es un equipo profesional de baloncesto venezolano con sede en Caracas, Miranda. Compiten en el grupo 1 de la Superliga Profesional de Baloncesto (SPB) y disputan sus partidos como locales en el Gimnasio José Joaquín Papá Carrillo del Parque Miranda.

## Historia
Fundado formalmente el 18 de mayo de 2016 como club deportivo profesional, tuvo sus antecedentes como una escuela de baloncesto infantil. Inició su andar profesional participando en la Liga Nacional de Baloncesto, donde tuvo un debut soñado al proclamarse campeón de la liga al vencer en cuatro partidos a Guaros de Lara.
Con el fin de la Liga Profesional de Baloncesto —la liga más importante del país— y la creación de la Superliga de Baloncesto, dejó la Liga Nacional y se unió a esta última, donde en su primera temporada llegó hasta las semifinales al caer derrotados por los posteriores campeones Trotamundos de Carabobo.

## Pabellón

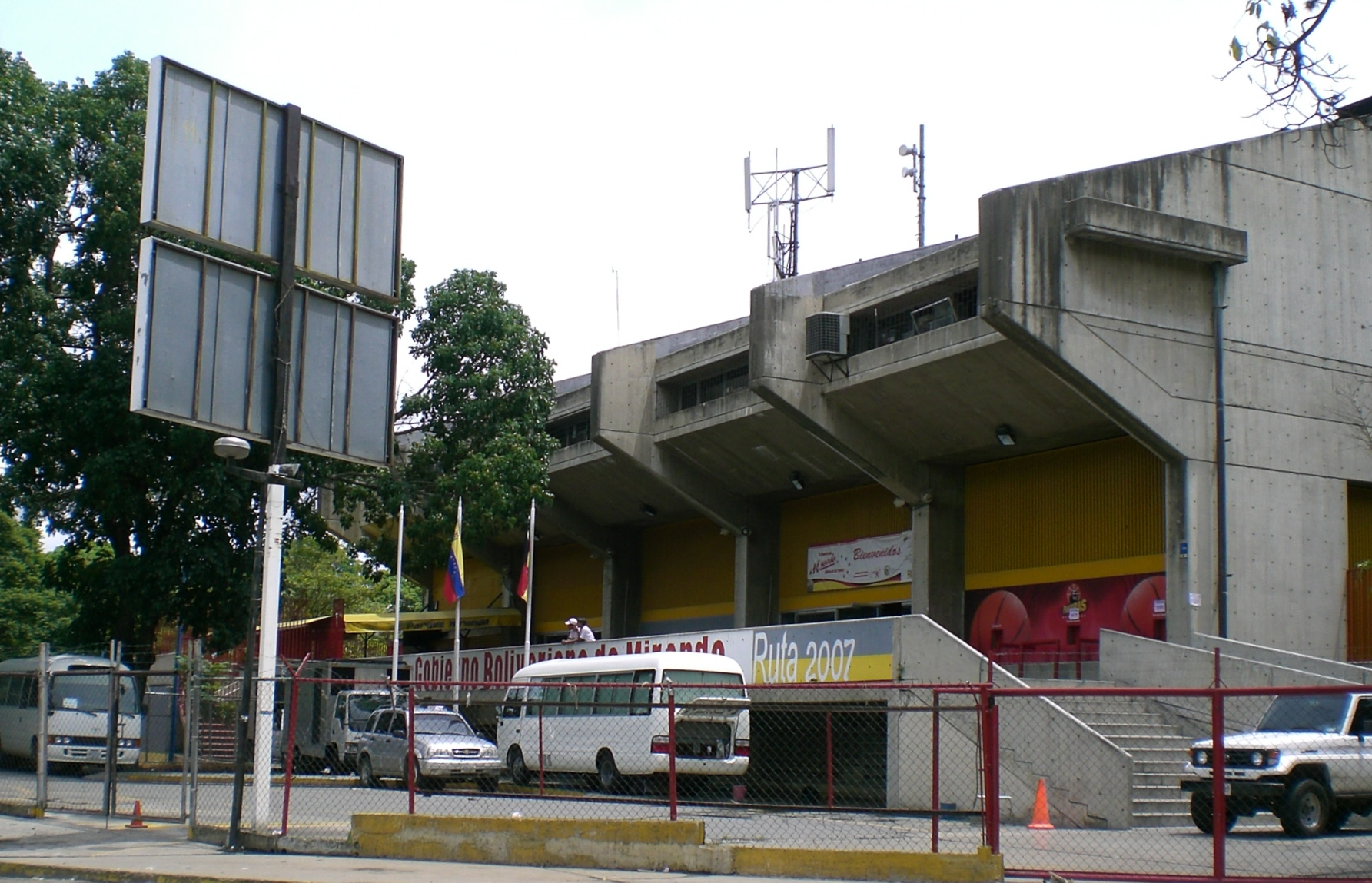
Exterior del Gimnasio José Joaquín Papá Carrillo.

El gimnasio José Joaquín Papá Carrillo es un pabellón o domo multiusos. Se ubica en Los Dos Caminos, específicamente en la avenida Rómulo Gallegos de Sebucán, municipio Sucre del estado Miranda.
Forma parte del Complejo Deportivo Parque Miranda y fue la sede del voleibol durante los IX Juegos Panamericanos Caracas 1983. Es una propiedad pública administrada por el Gobierno del estado Miranda, a través del Instituto de Deportes Regional Mirandino (Idermi). 
Es una de las dos instalaciones aprobadas y utilizadas regularmente en el Distrito Metropolitano de Caracas por la Superliga Profesional de Baloncesto de Venezuela —el otro es el Gimnasio José Beracasa—. El gimnasio José Joaquín «Papá» Carrillo es la instalación deportiva de menor capacidad, con 3500 espectadores aproximadamente.

## Jugadores

### Plantilla 2023
| Num                       | Nac.                 | Jugador | Pos | Altura | Edad |  |
|                           | Bandera de Venezuela | Vacante | E   | -      | -    |  |
| Entrenador: Néstor García |                      |         |     |        |      |  |

## Palmarés
- Liga Nacional de Baloncesto (1): 2016.